# Quitters
Quitters es una película de comedia estadounidense de 2015 dirigida por Noah Pritzker y escrita por Noah Pritzker y Ben Tarnoff. La película está protagonizada por Ben Konigsberg, Greg Germann, Mira Sorvino, Kara Hayward, Morgan Turner y Kieran Culkin. La película fue estrenada el 22 de julio de 2016 por Momentum Pictures.

## Reparto
- Ben Konigsberg como Clark Rayman
- Greg Germann como Roger
- Mira Sorvino como May Rayman
- Kara Hayward como Etta
- Morgan Turner como Natalia
- Kieran Culkin como el Sr. Becker
- Saffron Burrows como Veronica
- Scott Lawrence como Todd
- Jim Breuer
- Ross Turner como Bradley Friedlander
- Katherine Liviakis como Shira
- Carl Lumbly como el Dr. Weiss
- George Anagnostou como Steve

## Estreno
La película se estrenó en South by Southwest el 15 de marzo de 2015. La película fue estrenada el 22 de julio de 2016 por Momentum Pictures.

## Recepción
Quitters recibió reseñas generalmente mixtas a negativas de parte de la crítica y de la audiencia. En el sitio web agregador de reseñas Rotten Tomatoes, la película posee una aprobación de 38%, basada en 8 reseñas, con una calificación de 4.7/10, mientras que de parte de la audiencia tiene una aprobación de 55%, basada en más de 50 votos, con una calificación de 3.0/5.
El sitio web Metacritic le dio a la película una puntuación de 51 de 100, basada en 5 reseñas, indicando "reseñas mixtas o promedio", mientras que en el sitio IMDb los usuarios le asignaron una calificación de 5.2/10, sobre la base de más de 286 votos.